# Trofeo de Francia 2016
El Trofeo de Francia de 2016 fue una competición internacional de patinaje artístico sobre hielo, la cuarta del Grand Prix de patinaje artístico sobre hielo de la temporada 2016-2017. Organizada por la federación francesa de deportes sobre hielo, tuvo lugar en París, entre el 11 y el 13 de noviembre de 2016. Se realizaron competiciones en las modalidades de patinaje individual masculino, femenino, patinaje en parejas y danza sobre hielo, y sirvió como clasificatorio para la Final del Grand Prix de 2016.

## Resultados

### Patinaje individual masculino
| Clasificación | Nombre            | País           | Total  | Programa corto | Programa corto | Programa libre | Programa libre |
| ------------- | ----------------- | -------------- | ------ | -------------- | -------------- | -------------- | -------------- |
| 1             | Javier Fernández  | España         | 285.38 | 1              | 96.57          | 1              | 188.81         |
| 2             | Denis Ten         | Kazajistán     | 269.26 | 3              | 89.21          | 3              | 180.05         |
| 3             | Adam Rippon       | Estados Unidos | 267.53 | 4              | 85.25          | 2              | 182.28         |
| 4             | Nathan Chen       | Estados Unidos | 264.80 | 2              | 92.85          | 4              | 171.95         |
| 5             | Takahito Mura     | Japón          | 248.42 | 6              | 78.38          | 5              | 170.04         |
| 6             | Jorik Hendrickx   | Bélgica        | 230.47 | 5              | 80.34          | 8              | 150.13         |
| 7             | Misha Ge          | Uzbekistán     | 229.06 | 8              | 72.49          | 6              | 156.57         |
| 8             | Chafik Besseghier | Francia        | 225.02 | 7              | 77.00          | 9              | 148.02         |
| 9             | Artur Dmitriev    | Rusia          | 218.70 | 11             | 64.48          | 7              | 154.22         |
| 10            | Brendan Kerry     | Australia      | 199.40 | 9              | 70.67          | 10             | 128.73         |
| 11            | Ivan Righini      | Italia         | 185.81 | 10             | 68.42          | 11             | 117.39         |

### Patinaje individual femenino
| Clasificación | Nombre               | País           | Total  | Programa corto | Programa corto | Programa libre | Programa libre |
| ------------- | -------------------- | -------------- | ------ | -------------- | -------------- | -------------- | -------------- |
| 1             | Yevguéniya Medvédeva | Rusia          | 221.54 | 1              | 78.52          | 1              | 143.02         |
| 2             | Mariya Sotskova      | Rusia          | 200.35 | 3              | 68.71          | 2              | 131.64         |
| 3             | Wakaba Higuchi       | Japón          | 194.48 | 5              | 65.02          | 3              | 129.46         |
| 4             | Gabrielle Daleman    | Canadá         | 192.10 | 2              | 72.70          | 6              | 119.40         |
| 5             | Park So-youn         | Corea del Sur  | 185.19 | 6              | 64.89          | 4              | 120.30         |
| 6             | Laurine Lecavelier   | Francia        | 184.65 | 4              | 66.61          | 7              | 118.04         |
| 7             | Maé-Bérénice Méité   | Francia        | 172.65 | 11             | 52.78          | 5              | 119.87         |
| 8             | Gracie Gold          | Estados Unidos | 165.89 | 10             | 54.87          | 8              | 111.02         |
| 9             | Mao Asada            | Japón          | 161.39 | 8              | 61.29          | 10             | 100.10         |
| 10            | Yuka Nagai           | Japón          | 159.49 | 12             | 52.41          | 9              | 107.08         |
| 11            | Anastasia Galustyan  | Armenia        | 155.49 | 9              | 56.92          | 11             | 98.57          |
| 12            | Aliona Leónova       | Rusia          | 141.36 | 7              | 63.87          | 12             | 77.49          |

### Patinaje en parejas
| Clasificación | Nombre                                 | País           | Total  | Programa corto | Programa corto | Programa libre | Programa libre |
| ------------- | -------------------------------------- | -------------- | ------ | -------------- | -------------- | -------------- | -------------- |
| 1             | Aliona Savchenko / Bruno Massot        | Alemania       | 210.59 | 1              | 77.55          | 1              | 133.04         |
| 2             | Yevguéniya Tarásova / Vladimir Morózov | Rusia          | 206.94 | 2              | 76.24          | 3              | 130.70         |
| 3             | Vanessa James / Morgan Ciprès          | Francia        | 198.58 | 4              | 66.05          | 2              | 132.53         |
| 4             | Nataliya Zabijako / Aleksandr Enbert   | Rusia          | 192.56 | 3              | 71.36          | 4              | 121.20         |
| 5             | Marissa Castelli / Mervin Tran         | Estados Unidos | 176.18 | 5              | 59.26          | 5              | 116.92         |
| 6             | Miriam Ziegler / Severin Kiefer        | Austria        | 145.01 | 6              | 52.06          | 6              | 92.95          |

### Danza sobre hielo
| Clasificación | Nombre                                  | País            | Total  | Danza corta | Danza corta | Danza libre | Danza libre |
| ------------- | --------------------------------------- | --------------- | ------ | ----------- | ----------- | ----------- | ----------- |
| 1             | Gabriella Papadakis / Guillaume Cizeron | Francia         | 193.50 | 1           | 78.26       | 1           | 115.24      |
| 2             | Madison Hubbell / Zachary Donohue       | Estados Unidos  | 174.58 | 3           | 66.77       | 2           | 107.81      |
| 3             | Piper Gilles / Paul Poirier             | Canadá          | 170.78 | 4           | 64.74       | 3           | 106.04      |
| 4             | Yelena Ilinyj / Ruslan Zhiganshin       | Rusia           | 167.40 | 2           | 68.72       | 4           | 98.68       |
| 5             | Isabella Tobias / Ilia Tkachenko        | Israel          | 158.86 | 5           | 63.70       | 5           | 95.16       |
| 6             | Marie-Jade Lauriault / Romain Le Gac    | Francia         | 150.07 | 6           | 57.37       | 6           | 92.70       |
| 7             | Oleksandra Nazarova / Maxim Nikitin     | Ucrania         | 145.39 | 7           | 56.61       | 7           | 88.78       |
| 8             | Cortney Mansour / Michal Češka          | República Checa | 140.92 | 8           | 55.69       | 8           | 85.23       |
| 9             | Lorenza Alessandrini / Pierre Souquet   | Francia         | 130.12 | 9           | 48.18       | 9           | 81.94       |
| 10            | Viktoria Kavaliova / Yurii Bieliaiev    | Bielorrusia     | 115.04 | 10          | 46.81       | 10          | 68.23       |